# Mirfak Nunatak
Mirfak Nunatak är en nunatak i Antarktis. Den ligger i Östantarktis. Australien gör anspråk på området. Toppen på Mirfak Nunatak är 2 404 meter över havet.
Terrängen runt Mirfak Nunatak är kuperad åt sydost, men åt nordväst är den platt. Mirfak Nunatak ligger uppe på en höjd som går i öst-västlig riktning. Trakten är obefolkad. Det finns inga samhällen i närheten.